# Albertisia megacarpa
Albertisia megacarpa là một loài thực vật có hoa trong họ Biển bức cát. Loài này được Diels ex Forman mô tả khoa học đầu tiên năm 1975.